# Nivolas-Vermelle
Nivolas-Vermelle è un comune francese di 2 347 abitanti situato nel dipartimento dell'Isère della regione dell'Alvernia-Rodano-Alpi.

## Società

### Evoluzione demografica
Abitanti censiti